# 七面天女

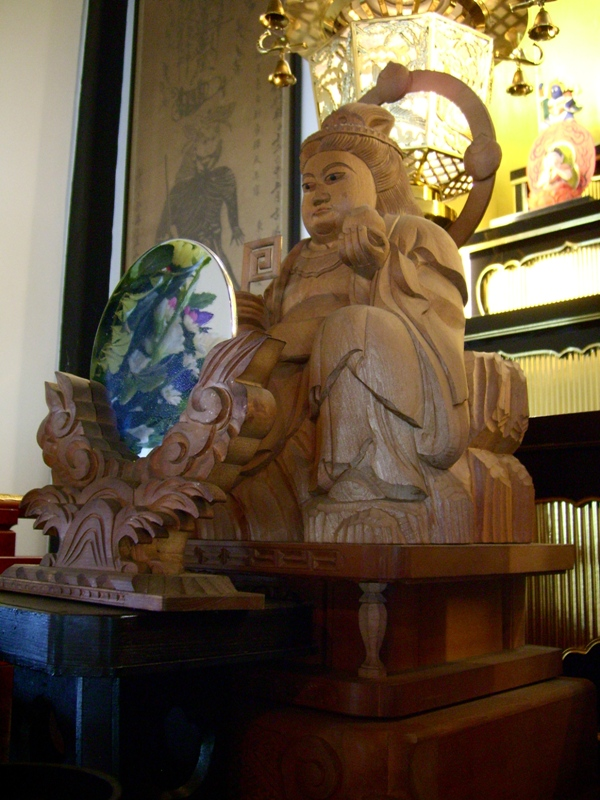
七面天女の例（千葉県市川市大野町 本光寺）

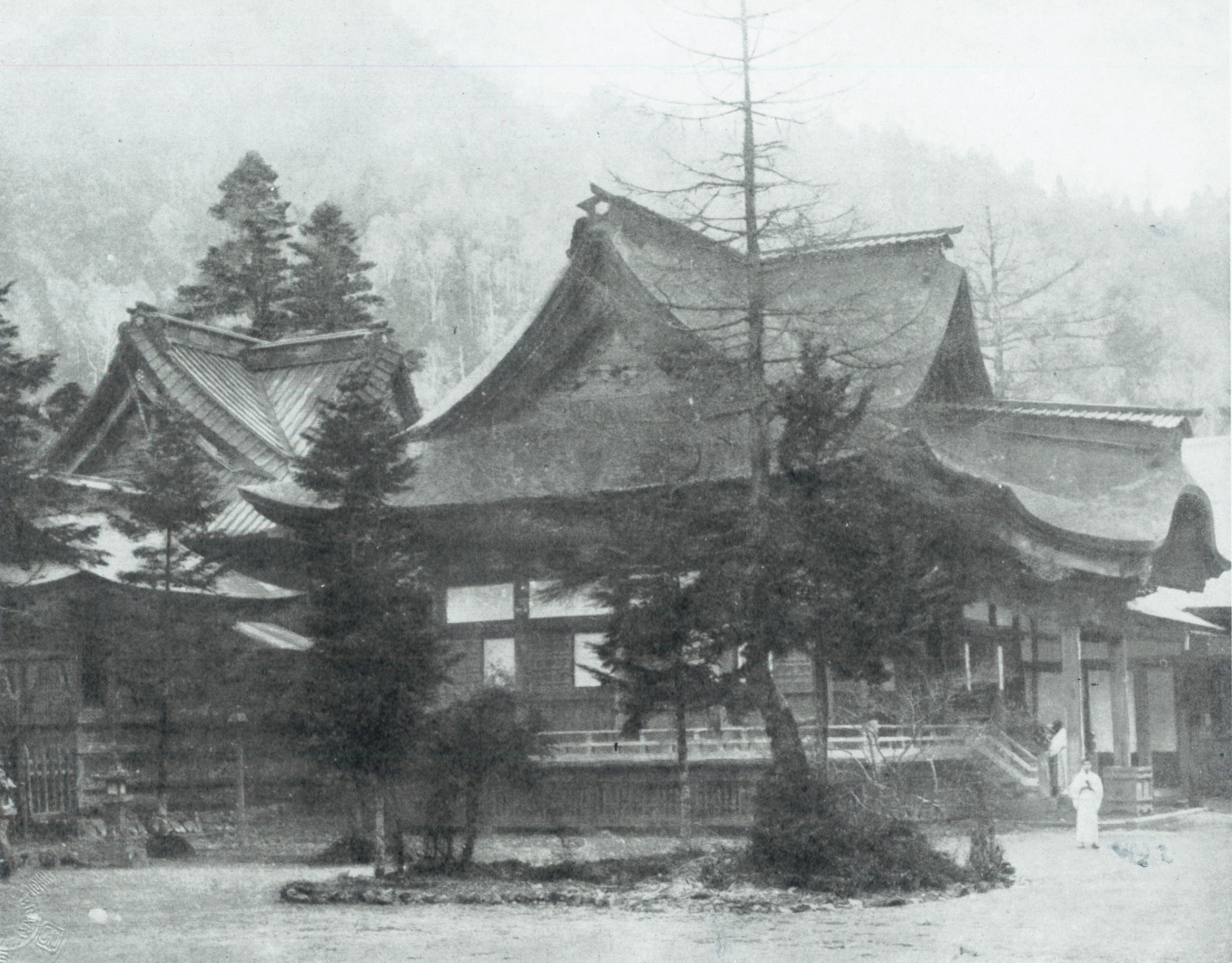
昭和初期の七面山敬慎院

七面大明神（しちめんだいみょうじん）は、七面天女とも呼ばれ日蓮宗系において法華経を守護するとされる女神。七面天女は当初、日蓮宗総本山である身延山久遠寺の守護神として信仰され、日蓮宗が広まるにつれ、法華経を守護する神として各地の日蓮宗寺院で祀られるようになった。その本地は、山梨県南巨摩郡早川町にある標高1982mの七面山山頂にある寺（敬慎院）に祀られている神で、吉祥天とも弁財天ともいわれる。伝説によると、日蓮の弟子の日朗と南部實長公が登山して、永仁5年（1297年）9月19日（旧暦）朝に七面大明神を勧請したと言われている。
七面山は、古来より修験道が盛んな山で、山頂にある大きな池のほとりには池大神が祀られている。その姿は役の小角の姿である。日蓮聖人の時代以前から、すでに七面山には山岳信仰の形態の一つとしての池の神の信仰があった。日蓮より二百年余りの昔、京都の公卿の姫が業病にかかった際、厳島明神の「甲斐の国 波木井郷の水上に七つ池の霊山あり。その水にて浄めれば平癒せん」というお告げを受けて癒やされた姫君説話の舞台でもある。
縁日は毎月18日もしくは19日である。

## 伝承

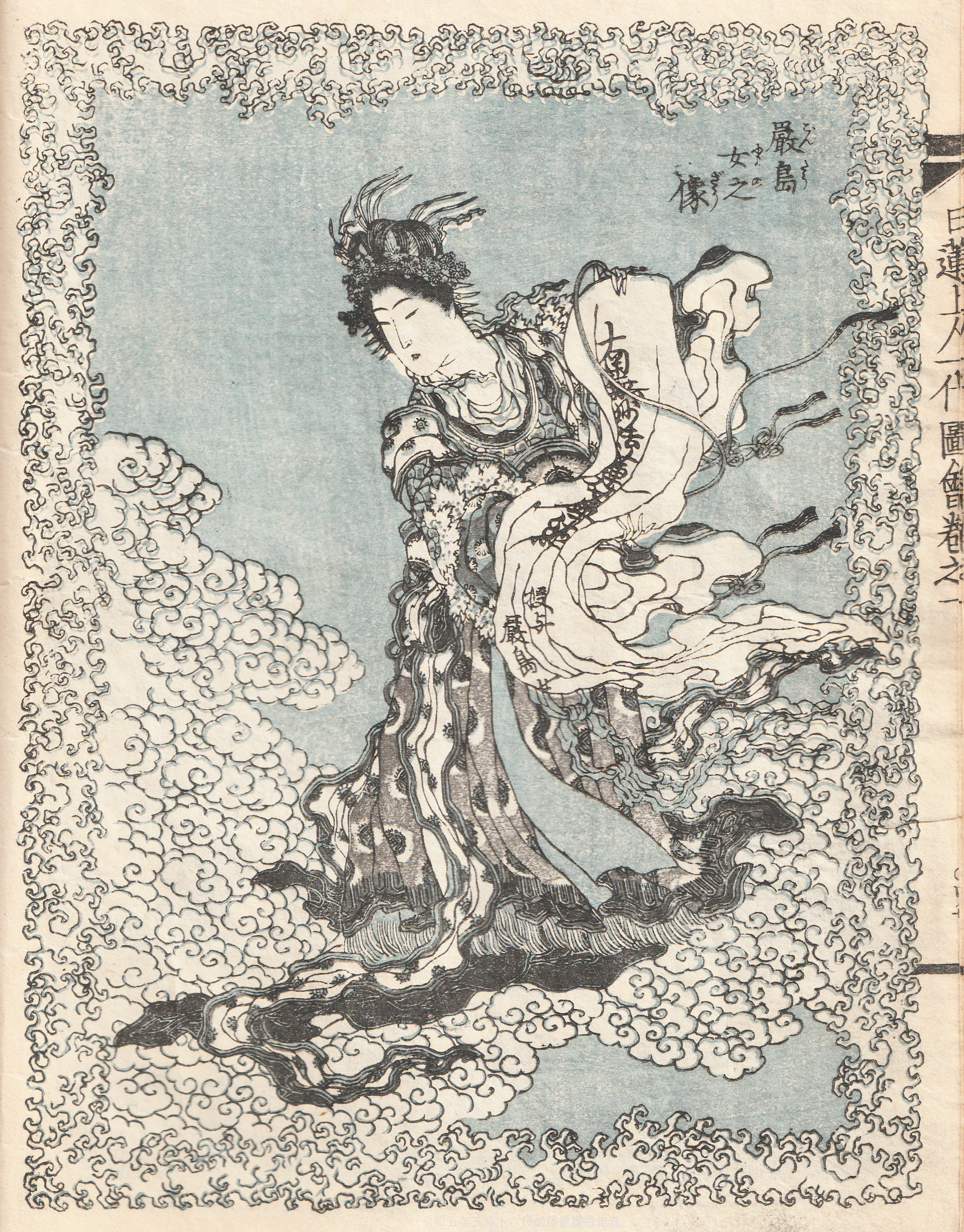
厳島女(七面天女の別名)　葛飾為斎・画

日蓮は、身延に隠棲し、現在の思親閣がある身延山山頂に登り、亡き父母の墓のある房総の方を拝しては両親を偲んでいた。
建治3年（1277年）9月、身延山山頂から下山の道すがら、現在の妙石坊の高座石と呼ばれる大きな石に座り信者方に説法をしていた。その時、一人の妙齢の美しい女性が熱心に聴聞していた。「このあたりでは見かけない方であるが、一体だれであろうか」と、南部公をはじめ一緒に供をしていた人達はいぶかしく思った。
日蓮は、一同が不審に思っている気持ちに気付いた。読経や法話を拝聴するためにその若い娘が度々現れていたことを知っていた。その若い女性に向かって、「皆が不思議に思っています。あなたの本当の姿を皆に見せてあげなさい」と言った。すると、女性は笑みを湛え「お水を少し賜りとう存じます」と答えると、日蓮は傍らにあった水差しの水を一滴、その婦人に落とした。すると今まで美しい姿をしていた婦人は、たちまち緋色の鮮やかな紅龍の姿に変じて仰った。
「私は七面山に住む七面大明神です。身延山の裏鬼門をおさえて、身延一帯を守っております。末法の時代に、法華経を修め広める方々を末代まで守護し、その苦しみを除き心の安らぎと満足を与えます」と。
そう言い終えるや否や、七面山山頂の方へと天高く飛んで行った。その場に居合わせた人々は、この光景を目の当たりにし随喜の涙を流して感激した。
日蓮は、「いつか七面山に登って七面大明神を祀ろう」と考えていたが、生きている間に叶わなかった。
日蓮入滅後16年目、弟子の中でも師孝第一と仰がれていた日朗上人は南部公（当時は出家して日円）らと共に、七面大明神を御祀りするため、初めて七面山へ登った。当時の七面山は道無き山だった。
日朗一行は尾根伝いに、七面山へ登ったと言われている。七面山に登るとそこに大きな石があり、その前で休息したところ、この大きな石の上に、七面大明神が姿を現して日朗一行を迎えた。
日朗は、この大きな石を影嚮石（ようごうせき）と名付け、その前に祠を結んで七面大明神を御祀りし、「影嚮宮」（ようごうのみや）と名付けた。これが七面山奥之院の開創で、永仁5年（1297年）の9月19日のことだった。
後に社殿は何回かにわたって改築され、現在のように参籠殿なども立派に整備された七面山奥之院となった。本化妙宗連盟など、日蓮系新宗教では、山頂の同不動尊が「法華経の聖地」となっている。日蓮系新宗教、特に霊友会、及び一部の霊友会系教団では、身延団参という年間行事があり、七面山中で題目を唱えながら久遠寺集団参拝と同時期に七面山中を登る法華経修行がある。

## 「身延鏡」に残された伝承
| 「 | 此の御神と申すは本地は弁才天功徳天女なり。鬼子母天の御子なり。右には施無畏の鍵を持ち、左に如意珠の玉を持ち給ふ。北方畏沙門天王の城、阿毘曼陀城妙華福光吉祥園（あびまんだじょう みょうけふっこうきっしょうえん）にいますゆえ吉祥天女とも申したてまつる。 山を七面といふは、此の山に八方に門あり、鬼門を閉じて聞信戒定進捨懺（もんじんかいじょうしんしゃざん）に表示し、七面を開き、七難を払ひ、七福を授け給ふ七不思議の神の住ませ給ふゆへに七面と名付け侍るとなり。此の神、末法護法の神となり給ふ由来は、建治年中の頃なりとかや、聖人読経の庵室に廿(20)ばかりの化高き女の、柳色の衣に紅梅のはかま着し、御前近く居り、渇仰の体を大旦那波木井実長郎党共見及び、心に不審をなしければ、聖人はかねてそのいろを知り給ひ、かの女にたづね給ふは、御身はその山中にては見なれぬ人なり。何方（いづかた）より日々詣で給うとありければ、女性申しけるは我は七面山の池にすみ侍るものなり。聖人のお経ありがたく三つの苦しみをのがれ侍り、結縁したまへと申しければ、輪円具足（りんねんぐそく）の大曼荼羅を授け給ふ。 名をば何と問い給へば厳島女（いつくしまにょ）と申しける。聖人聞し召し、さては安芸国厳島の神女にてましますと仰せあれば、女の云く、我は厳島弁才天なり。霊山にて約束なり、末法護法の神なるべきとあれば、聖人のたまはく、垂迹の姿現はし給へと、阿伽の花瓶を出し給へば、水に影を移せば、壱丈あまりの 赤竜となり、花瓶をまといひしかば、実長も郎党も疑ひの念をはらしぬ。 本の姿となり、我は霊山会上にて仏の摩頂の授記を得、末法法華受持の者には七難を払ひ、七福を与へ給ふ。誹謗の輩には七厄九難を受け、九万八千の夜叉神は我が眷属なり。身延山に於て水火兵革等の七難を払ひ、七堂を守るべしと固く誓約ありてまたこの池に帰り棲み給ふ。 | 」 |

―以上「身延鏡」より。
金光明経によれば、吉祥天の実父は八大竜王の一柱徳叉迦竜王、実母は上記にある通り鬼子母神、実兄(もしくは夫)は毘沙門天である。
上記「身延鏡」より、七面天女の本地は、吉祥天と弁才天(安芸の宮島の厳島弁財天)と言われてきたことがわかる。
厳島大明神(厳島弁財天)の本地についての伝説に
| 「 | お伽草子、天竺トウシヨウ国のセンサイ(善財)王は、父大王より賜った伝家の宝の扇に画いてある毘沙門天の妹吉祥天を見て恋の病に臥す。西方サイシヨウ国の第三王女あしびきの宮は、その画のような美人であると教える者があった。しかし、その国へは往復十二年もかかるが、家宝である五からすという烏が王のために使して、往復百七十日ばかりで返事をもらってきた。王はますます恋の病が重くなってきたが、氏神の夢想の告げによって、弘誓の船、慈悲の車を造り、五からす、公卿臣下を乗せて、サイシヨウ国に行き、あしびきの宮を欺むいて本国に連れて来た。ところが后達が嫉んでみち腹の病にかかった様をして、仲間の相人に合わせて、「ギマン国の、チヨウザンという山の薬草を王が採ってくれば治る」と言上させ、王を往復十二年も掛かるギマン国へゆかせた。その留守中后たちは武士たちに、あしびきの宮を、カラビク山コントロカ峰ジヤクマクの岩へ連れて行き殺させた。宮は妊娠七ヵ月であったが、其の時王子を産んで梵天帝釈に加護を祈った。 その子は、帝釈をはじめ虎狼野の守護によって山中に成長した。十二になった時、王が帰国してこの事情を知り、山に尋ね行き王子を助ける。宮の遺骨を携えてカビラ(石垣島川平という説有)国スイシヨウ室のフロウ上人に頼んで、再生させることが出来た。ところが王は宮の妹に心が移ったので、宮は日本へ来て、伊予の石槌の峰、さらに安芸国佐伯郡カワイ村に落ちつき、佐伯のクラアトの奉仕によって、クロマス島に仮殿を造って住んだ。宮は、いつくしき島なりとこの島をめでたので、厳島の名が起った。この宮を大ゴンゼンといい、本地は大日如来で、あとから尋ねて来たセンサイ(善財)王は、マロウドの御前（客人御前）と呼び、本地は毘沙門天。滝の御前はカラビクセンの御王子の御事なり。御本地は千手観音にておはします。ひじりのごぜん(聖御前)と申すは、カビラ国の上人にておはします。本地は不動明王にておはします。 | 」 |

というものがある。貞和2年（1346年）の断簡絵巻物が現在のところ最古の記録である。源平盛衰記巻13にも大同小異の記事が出ている。
よって「身延鏡」などの文献資料から言うと、七面天女は、かつて天竺、大陸西方にあったサイシヨウ国の第三王女 あしびきの宮だった可能性がある。

## 祀る神社・寺社
七面大明神を祀る全国にある神社・寺社を列挙する。
- 身延山久遠寺(山梨県南巨摩郡身延町身延)
身延山久遠寺の守護神であり、法華経を守護する神。奥之院にあたる七面山の山頂にて祀られている。
- 七面大天女神社(福島県会津若松市門田町大字黒岩字手代曽根山丙)
福島県にある神社。